# 中央军委战略规划办公室综合局
中央军委战略规划办公室综合局，位于北京市，是中央军委战略规划办公室下属局，负责该办公室综合业务。

## 沿革
在深化国防和军队改革中，2016年1月组建中央军委战略规划办公室。中央军委战略规划办公室新设中央军委战略规划办公室综合局。

## 历任领导
| 中央军委战略规划办公室综合局局长 | 中央军委战略规划办公室综合局副局长 |